# 볼쇼이 발레단

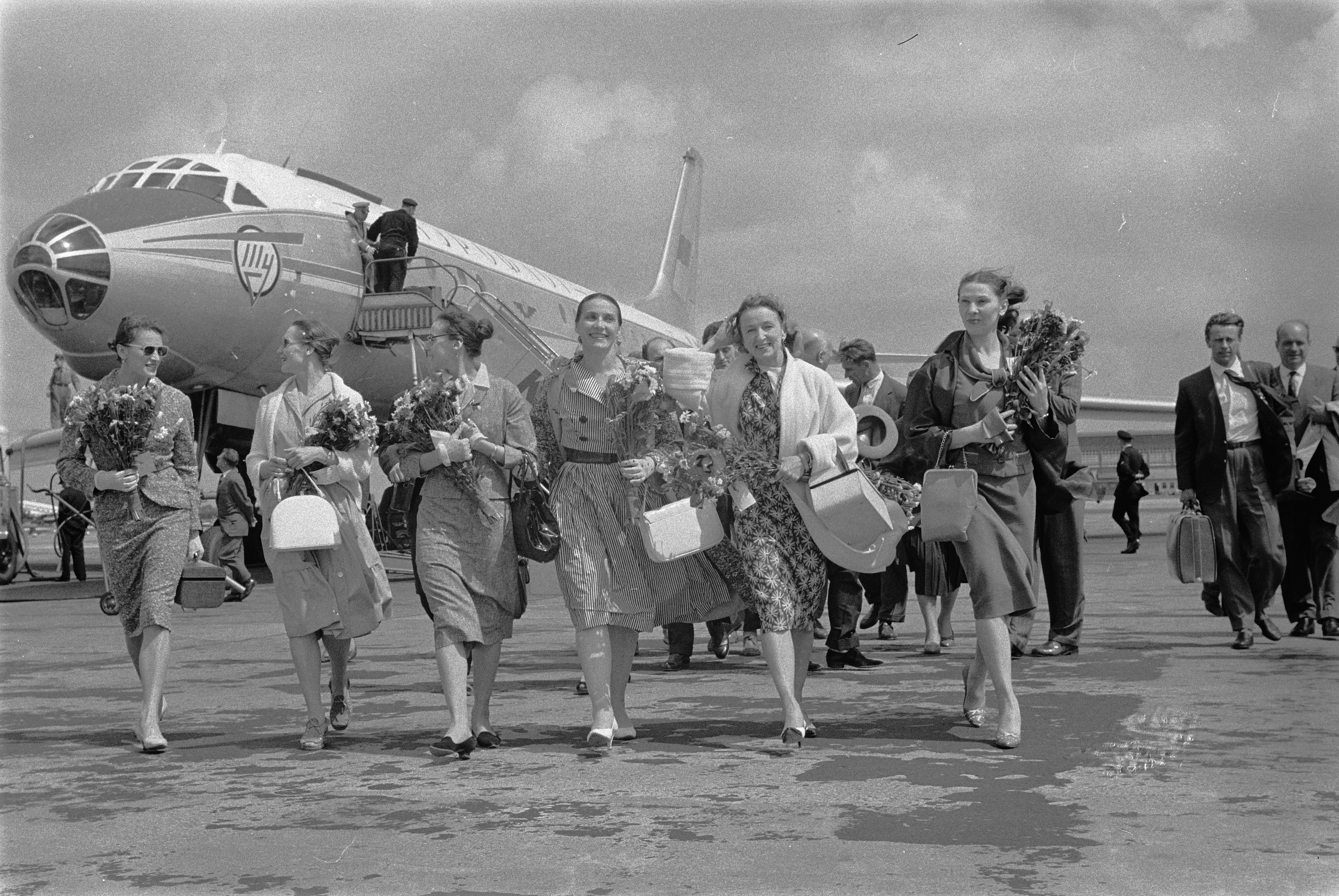
볼쇼이 발레단의 단독 공연자들. 1960년 6월 9일

볼쇼이 발레단(Bolshoi Ballet)은 국제적으로 저명한 고전적인 발레단이며 러시아 모스크바의 볼쇼이 극장에 본거지가 있다. 1776년 창단된 볼쇼이는 세계에서 가장 오래된 발레단 가운데 하나이다. 20세기 초 모스크바가 소비에트 러시아의 수도가 되었을 시기에 전 세계적인 찬사를 받았다. 상트페테르부르크의 마린스키 발레단과 더불어 볼쇼이 발레단은 세계에서 가장 선구적인 발레단 가운데 하나로 인식된다.

## 저명한 인물

### 과거의 댄서
- 올가 레페신스카야
- 마이야 플리세츠카야
- 알렉산드르 고두노프

### 작곡가
- 드미트리 쇼스타코비치
- 아람 하차투리안